# 국제전기노동자형제단
국제전기노동자형제단(영어: International Brotherhood of Electrical Workers; IBEW)은 미국, 캐나다, 파나마, 괌의 전기산업 노동자 및 은퇴자 750,000 여명을 대변하는 노동조합이다. 주로 전기공, 가선공, 기타 공공사업 종사자를 조직화 대상으로 하며, 컴퓨터, 통신, 방송 등 전기가 관련된 다른 직종의 노동자도 받아준다.